# 威廉·腓特烈·菲利普
威廉·腓特烈·菲利普（德語：Wilhelm Friedrich Philipp，1761年12月27日—1830年8月10日），符騰堡公爵腓特烈二世·歐根的第三子、腓特烈一世的弟弟。

## 家庭
1800年，威廉·腓特烈·菲利普和威廉明妮·馮·滕德費爾-羅迪斯（Wilhelmine von Tunderfeld-Rhodis）結婚，兩人共有2子1女：
1. 亞歷山大（1801年—1844年）
2. 威廉（1810年—1869年），烏拉赫公爵，明道加斯二世的父親
3. 瑪麗（1815年—1866年）